# Korinețke, Talalaiivka
Korinețke (în ucraineană Корінецьке) este localitatea de reședință a comunei Korinețke din raionul Talalaiivka, regiunea Cernihiv, Ucraina.

## Demografie
Componența lingvistică a localității Korinețke
     Ucraineană (99,34%)
     Alte limbi (0,66%)
Conform recensământului din 2001, majoritatea populației localității Korinețke era vorbitoare de ucraineană (99,34%), existând în minoritate și vorbitori de alte limbi.